# 丙烯酰基

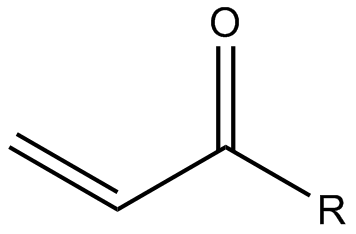
丙烯酰基

丙烯酰基（Acryl group）是丙烯酸去掉羟基后形成的基团。
具有丙烯酰基的化合物及其衍生物是典型的α,β-不饱和醛酮，其中碳碳双键和碳氧双键是共轭的。因此反应可分别在C=C和C=O键上发生：
- C=C键：酸和卤素的亲电加成，氢化，羟基化和C=C键断裂反应；
- C=O键：亲核取代（如酯）和亲核加成（如酮）。